# Plaza de la Candelaria (Cádiz)
La Plaza de la Candelaria es una vía pública que se encuentra en el casco histórico de la ciudad Cádiz, Andalucía, España.
Queda constituida como un espacio amplio de planta casi rectangular, presidido por un monumento a Emilio Castelar, obra de 1906 de Eduardo Barrón.
Es una ampliación de una pequeña plaza que antaño se encontraba ante el convento de la Candelaria (edificio de 1567 y reedificado en 1680). Al derribarse el mismo se amplió la plaza en 1873.
En su solar hubo un circo y un teatro para, más tarde, ajardinarse en 1884.

## Esculturas y más
Además de la estatua a Emilio Castelar, la plaza cuenta con un grupo escultórico Las Cuatro Estaciones, muy de moda desde finales del siglo XVIII para decorar parques, jardines y palacios.

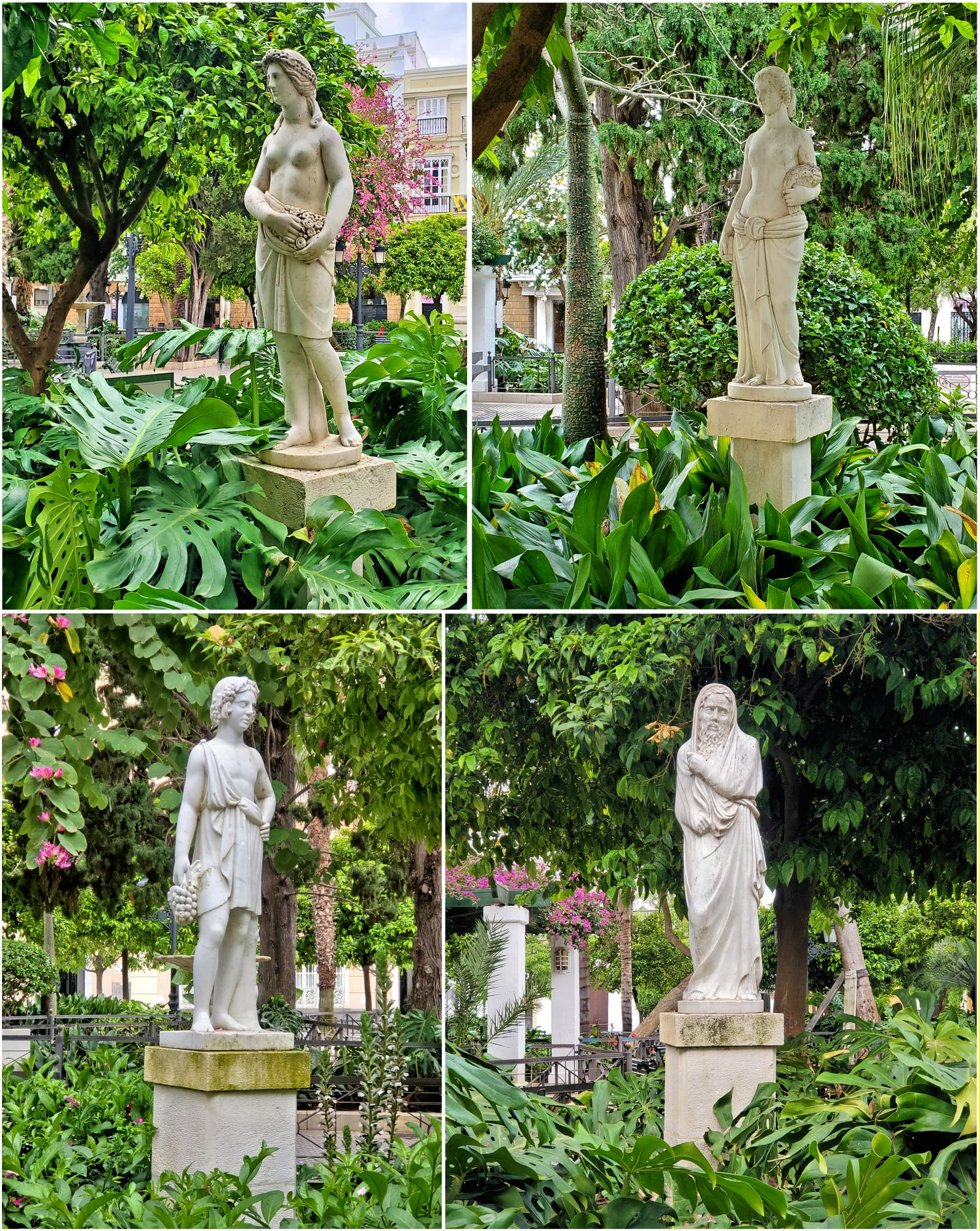
Las Cuatro Estaciones

Estas estatuas siguen el patrón más clásico:
- La alegoría a la primavera se representa por una mujer portando flores. Es Flora, diosa romana de las flores, los jardines y la primavera.

- La alegoría al verano también es femenina y porta espigas de cereales. Es Ceres, diosa romana de la agricultura, las cosechas y la fecundidad.

- La alegoría al otoño es un hombre joven con hojas de vid y racimos de uvas, representando la vendimia.

- La alegoría al invierno es un hombre mayor, barbudo y encapuchado.

Talladas en mármol blanco a una escala un poco menor a la real, todas visten togas o túnicas romanas y se exhiben sobre pilares cuadrangulares.
Tras ser retiradas a principios de este siglo para ser restauradas, vuelven a su lugar en 2009.
Cuando se colocan las estatuas tras su restauración, los vecinos avisan de que una de ellas no es la que originalmente estaba allí (posiblemente era una de la plaza de Mina). Se comprueba que están en lo cierto y se corrige el error.
Actualmente se localizan así: Primavera es la que se encuentra más cerca de la calle Sacramento, y dándole la vuelta a la plaza en el sentido de las agujas del reloj tenemos por orden a Verano, Otoño e Invierno.

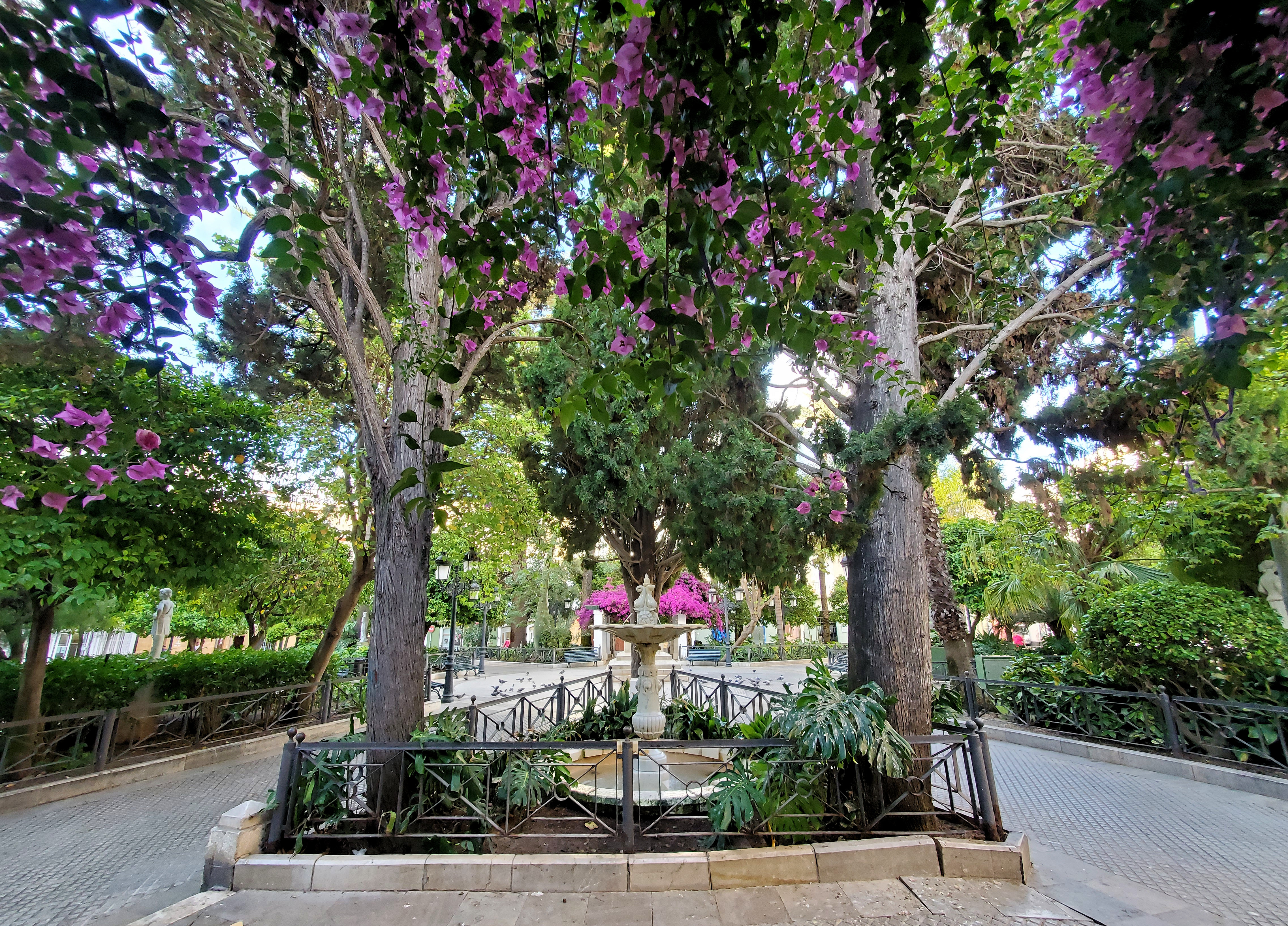
Vista general.

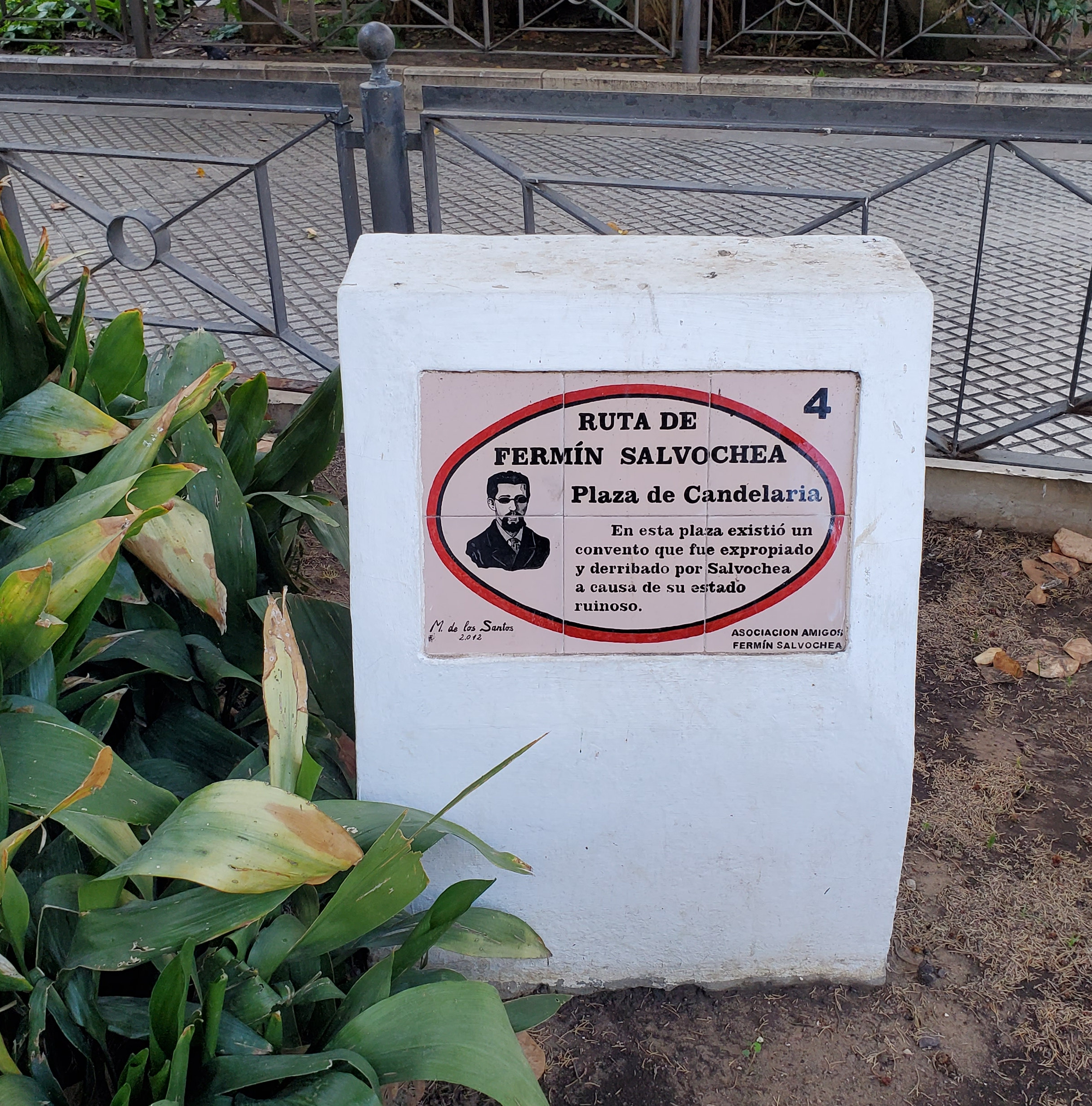

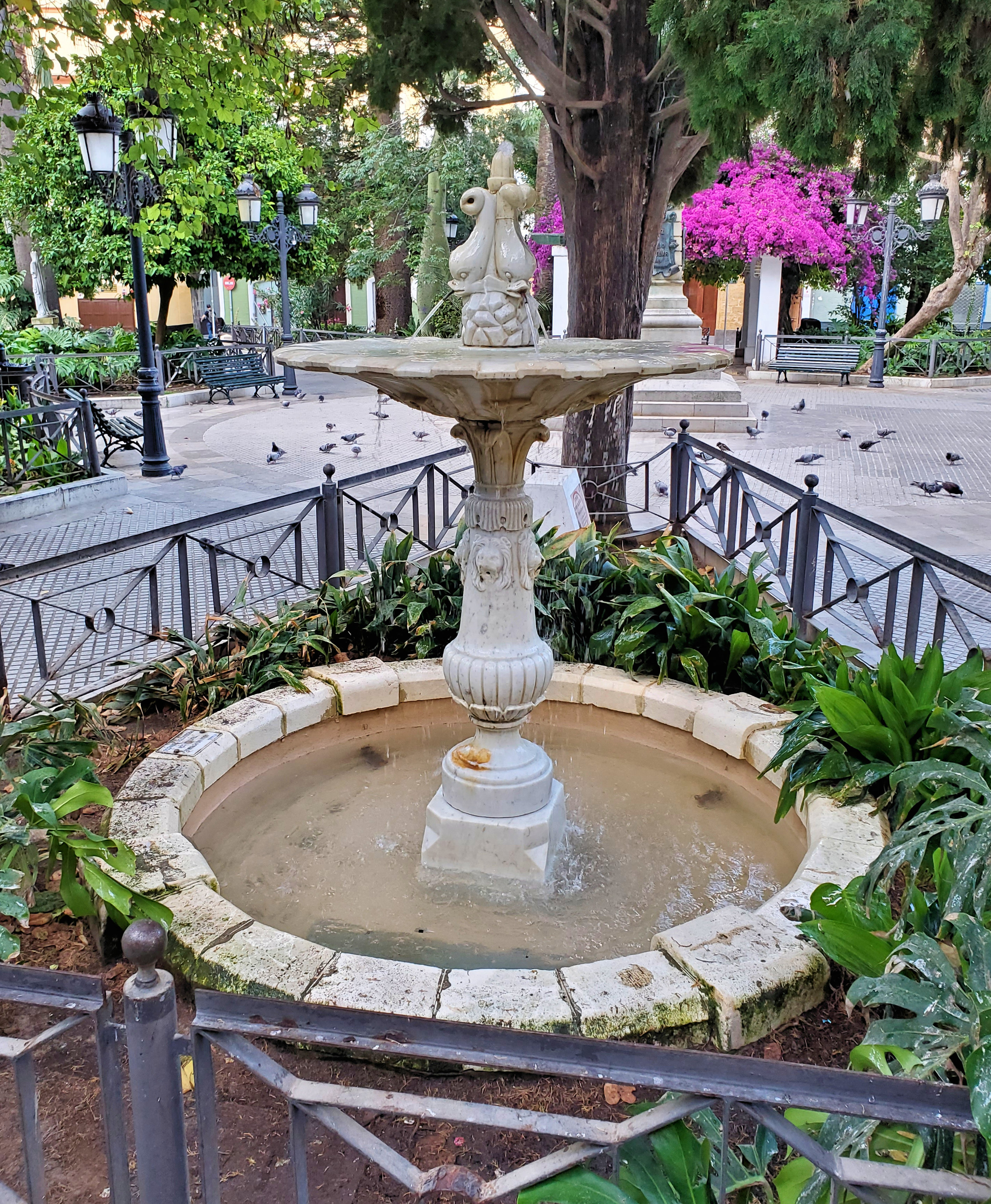

En la plaza también se sitúa una fuente de mármol blanco adornada con peces y caras de león y el mosaico que señala el punto n.º 4 de la Ruta de Fermín Salvochea.
- Datos: Q97620694
- Multimedia: Plaza de la Candelaria, Cádiz / Q97620694